# Racquetball en los Juegos Panafricanos
El Racquetball en los Juegos Panafricanos tuvo su debut en la edición del 2003 en Nigeria en cuatro eventos (2 en masculino y dos en femenino), aunque desde entonces no ha vuelto a formar parte del programa de los Juegos Panafricanos.

## Ediciones Anteriores
| Año  | Sencillos Masculino | Sencillos Femenino | Dobles Masculino | Dobles Femenino |
| ---- | ------------------- | ------------------ | ---------------- | --------------- |
| 2003 | Karim Darwish       | Omneya Abdel Kawy  | Egipto           | Egipto          |

## Medallero
| #     | País      | Oro | Plata | Bronce | Total |
| ----- | --------- | --- | ----- | ------ | ----- |
| 1     | Egipto    | 4   | 2     | 2      | 8     |
| 2     | Sudáfrica | 0   | 2     | 2      | 4     |
| 3     | Nigeria   | 0   | 0     | 2      | 2     |
| 4     | Zambia    | 0   | 0     | 1      | 1     |
| Total | Total     | 4   | 4     | 7      | 15    |

- Datos: Q17019230